# 헤나우두 로페스 다 크루스
헤나우도(포르투갈어: Renaldo Lopes da Cruz, 1970년 3월 19일 ~ )는 브라질 출신의 축구 선수이다. 2004년 K리그의 FC 서울에서 활약하였으며 K리그에 등록된 공식 한글 이름은 헤나우도이다.

## 클럽 경력
2004년 FC 서울 입단 당시 브라질 축구 국가대표팀 출신으로 스페인 프리메라리가 데포르티보 라코루냐와 브라질 1부리그 득점왕 경력 등으로 큰 기대를 모았으나 통산 정규리그 11경기 출장에 1득점, 1도움으로 큰 활약을 보여주지 못 하였다.

## 국가대표팀 경력
1996년 브라질 축구 국가대표팀에 선발되어 A매치 1경기 출장을 기록하였다.